# Myrmattvävare
Myrmattvävare (Aphileta misera) är en spindelart som först beskrevs av O. Pickard-Cambridge 1882.  Myrmattvävare ingår i släktet Aphileta och familjen täckvävarspindlar. Arten är reproducerande i Sverige. Inga underarter finns listade i Catalogue of Life.